# The Ataris
I The Ataris sono un gruppo pop punk statunitense formatosi nel 1995 ad Anderson, in Indiana. La band ha subito negli anni numerosi cambiamenti di formazione: l'unico membro fisso è il cantante, chitarrista e frontman Kris Roe, fondatore della band insieme al chitarrista Jasin Thomason, che lasciò gli Ataris appena due anni dopo la loro fondazione.
La band ha pubblicato cinque album in studio con tre diverse case discografiche: la Kung Fu Records fino al 2003, la Columbia Records e nel 2007 la Sanctuary Records.

## Storia del gruppo

### Le origini
La band era composta agli inizi dal cantante, cantautore e bassista Kris Roe e dal chitarrista Jasin Thomason.
Registrarono, nella camera da letto di Kris, una demo con 4 canzoni. Non avendo ancora un batterista, la demo fu registrata con l'ausilio di una drum machine.
Kris riuscì a passare una copia del demo ai Vandals durante un loro concerto, e qualche settimana dopo ricevette una telefonata dalla Kung Fu Records, che era molto interessata a produrre una loro registrazione. La casa discografica spedì il demo a diversi batteristi e alla fine Kris e Jasin scelsero Derrick Plourde. Con questa formazione la band produsse il suo album di debutto Anywhere but Here.
Nel giugno 1997, Kris si trasferì da Anderson a Santa Barbara, in California, e in quel periodo Marko DeSantis entrò nella band al basso. Tuttavia Jasin Thomason lasciò il gruppo e gli Ataris rimasero con 3 soli componenti. Nell'ottobre 1997 Kris rifondò il gruppo con Mike Davenport al basso, Chris Knapp alla batteria e Patrick Riley alla chitarra.

### Il successo conSo Long, Astoria
Poco a poco, la popolarità del gruppo nell'ambiente punk aumentò, specie dopo l'EP Look Forward to Failure (si può sentire anche Mark Hoppus dei Blink-182 ai cori). Fu comunque con Blue Skies, Broken Hearts...Next 12 Exits (prodotto da Joey Cape dei Lagwagon) che nel 1999 gli Ataris raggiunsero un discreto successo. Dopo questo album Riley lasciò la band, e fu rimpiazzato da Marco Peña.
Nel 2000 gli Ataris registrarono la canzone I Remember You, cover degli Skid Row per la compilation Punk Goes Metal.
Anticipato da Let it Burn, split con gli israeliani Useless ID, uscì nel 2001 il nuovo album di studio, End Is Forever, lavoro maturo, forte di singoli come Summerwind Was Always Our Song.
Ancora una volta la formazione cambiò con John Collura che sostituì Peña alla chitarra.
Il 24 giugno 2002 gli Ataris lasciarono la Kung Fu Records e siglarono un contratto con la major Columbia Records. Con questa etichetta registrano il loro quarto album in studio, So Long, Astoria, uscito il 4 marzo 2003. Questo album ha portato la band al successo internazionale, soprattutto grazie ai singoli In This Diary, The Boys of Summer e The Saddest Song. Lo stesso anno in cui venne pubblicato, ricevette il disco d'oro negli Stati Uniti per le oltre 500 000 copie vendute.

### Welcome the Night
Dopo quasi due anni di tour, con l'uscita dell'album dal vivo Live at the Metro e del DVD Live at Capitol Milling, il gruppo si smembra a causa delle tensioni sorte tra i componenti della band e dalle divergenze artistiche che stavano iniziando a nascere. Nell'estate 2004 Davenport divenne il leader della band Versus the World, mentre Knapp smise di suonare.
Inoltre Kristopher Roe stava attraversando un momento complicato della sua vita, anche a causa della separazione dalla moglie Denice.

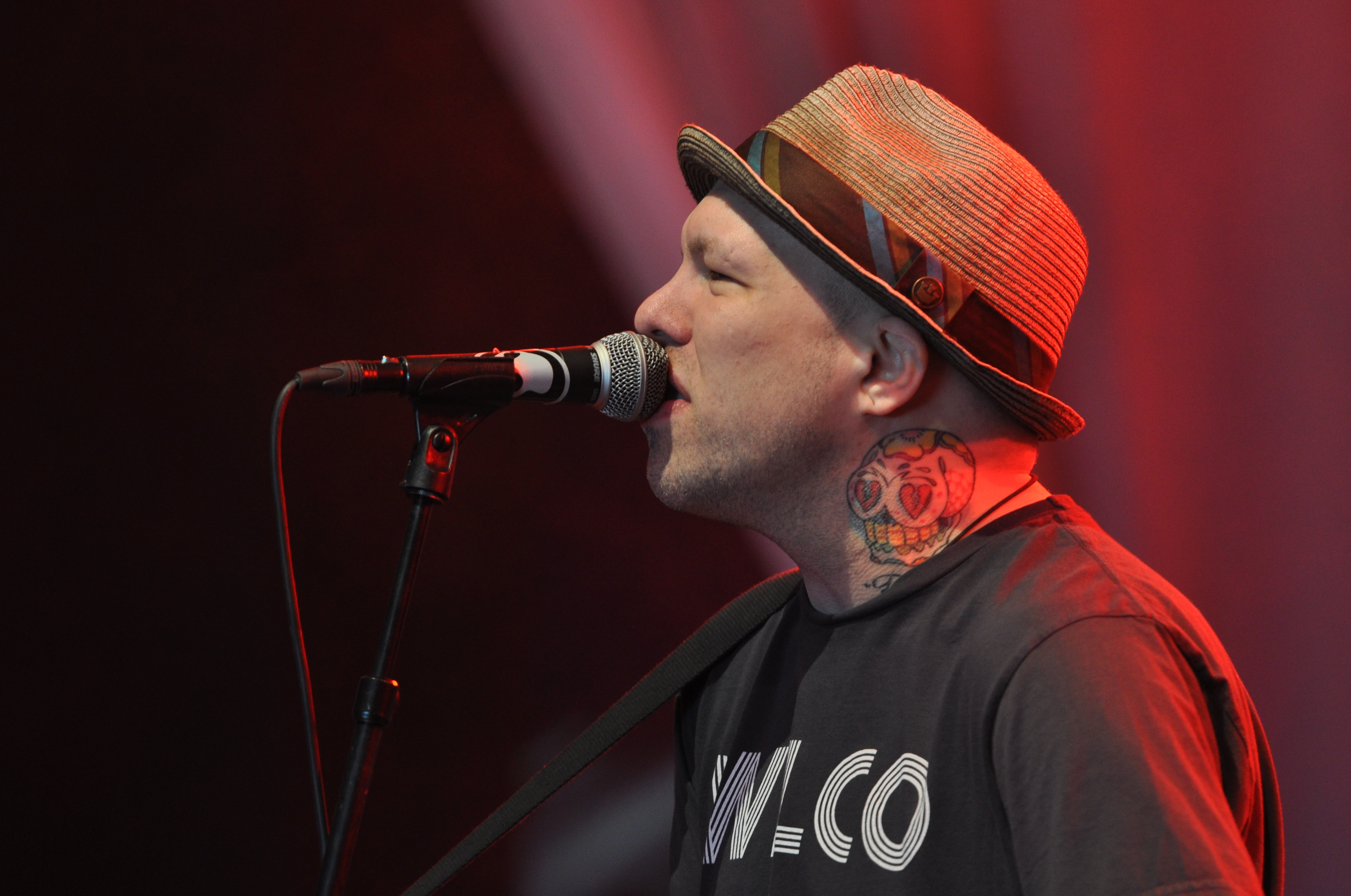
Kris Roe, Groezrock 2013

Kris e Joe quindi decisero di iniziare a scrivere da soli le nuove canzoni che avrebbero fatto parte di Welcome the Night; iniziarono dei provini con degli amici di New York, che condussero nella band tre membri dei Park Ranger: Sean Hansen al basso, Shane Chickeles alla batteria e Paul Carabello alla terza chitarra. Per concludere con la nuova formazione si aggiunsero Bob Hoag, da lungo tempo amico dei fondatori del gruppo, alle tastiere.
Il 10 giugno 2006 gli Ataris lasciarono la Columbia Records a causa dei contrasti all'interno della casa discografica; a novembre firmarono un contratto con la casa indipendente Sanctuary Records.
Sempre a novembre iniziarono le registrazioni di Welcome the Night, pubblicato il 20 febbraio 2007, che raggiunse al debutto la posizione 85 della classifica statunitense, con 10 000 copie vendute in una settimana. L'album fu seguito da un tour negli Stati Uniti e in Canada.

### The Graveyard of the Atlantic
Nel novembre 2010 vengono pubblicati due brani inediti dal prossimo EP della band, The Graveyard of the Atlantic, che viene completato e pubblicato due anni dopo, nel 2012, dalla Paper + Plastick Records, con altre due tracce inedite.
Nel 2013 il gruppo è ritornato alla sua formazione del 2003 per intraprendere il So Long, Astoria Re-Union Tour, una serie di concerti ed esibizioni dal vivo per festeggiare i 10 anni di uscita del loro album di maggior successo, So Long, Astoria. I membri sono quindi il solito Kris Roe (voce e chitarra) e gli ex membri John Collura (chitarra, piano e seconda voce), Mike Davenport (basso) e Chris Knapp (batteria).

## Formazione

### Formazione attuale
- Kris Roe – voce, chitarra ritmica (1995-presente)
- Bryan Nelson – basso (2008-presente)
- Thomas Holst – chitarra solista (2011–presente)
- Erik Perkins – batteria (2013-presente)

### Ex componenti
- Jasin Thomason – chitarra (1995-1997)
- Marko DeSantis – basso (1996-1997)
- Derrick Plourde – batteria (1996-1997)
- Patrick Riley – chitarra (1997-1999)
- Marco Peña – chitarra (1999-2001)
- Mike Davenport – basso (1997-2005)
- Chris Knapp – batteria (1997-2005)
- John Collura – chitarra, piano, voce secondaria (2001-2007)
- Sean Hansen – basso (2005-2007)
- Paul Carabello – chitarra, voce secondaria (2005-2007)
- Shane Chickeles – batteria (2005-2007)
- Christopher Swinney – chitarra, voce secondaria (2008–2010)
- Jacob Dwiggins – batteria (2008–2011)
- Rob Felicetti – chitarra solista (2010-2011)
- Bob Hoag – tastiera (2005-2012), batteria (2012)

## Discografia

### Album in studio
- 1997 - Anywhere but Here
- 1999 - Blue Skies, Broken Hearts...Next 12 Exits
- 2001 - End Is Forever
- 2003 - So Long, Astoria
- 2007 - Welcome the Night

### Album dal vivo
- 2004 – Live at the Metro

### EP
- 1998 – Look Forward to Failure
- 2001 – All You Can Ever Learn Is What You Already Know
- 2012 – The Graveyard of the Atlantic

### Split
- 2000 – Let it Burn (con gli Useless ID)

## Apparizioni in compilation
- 2001 – Warped Tour 2001 Tour Compilation
- 2002 – Warped Tour 2002 Tour Compilation
- 2009 – Warped Tour 2009 Tour Compilation